# Молитвы (Даллапиккола)
Молитвы (итал. Preghiere) — сочинение Луиджи Даллапикколы для баритона и камерного ансамбля из 18 инструментов, написанное в 1962 году на стихотворения Мурило Мендеса (в переводе на итальянский Руджеро Якобби). Продолжительность около 9 минут. Посвящено в знак благодарности и дружбы факультету музыки заказавшего работу Калифорнийского университета в Беркли, куда Даллапиккола приглашался для чтения лекций по теории композиции. Премьера состоялась там же в Беркли 10 ноября 1962 года (дирижировал Герхард Самуэль, партию баритона исполнял Эдгар Джонс). Партитура опубликована издательством «Suvini Zerboni».

## Структура и текст
Произведение состоит из трёх частей:
1. Тусклая жизнь (Oscura vita)
2. Преображённый ночи дыханием (Trasfigurato)
3. Предстоя Распятию (Dinanzi al Сrocifisso)

Каждая из частей представляет собой молитву, как она понималась Мендесом. В центре сочинения образ «чудовищного колеса, перемалывающего души и тела», обратное движение которого, в соответствии с текстом второго стихотворения, музыкально оформлено ракоходом предшествовавшего ей материала, что типично для Даллапикколы. Поводом к выбору текстов послужило знакомство с Мендесом, читавшим одного время в Римском университете курс лекций о Данте. Личная встреча также была посвящена исключительно обсуждению Данте и стала залогом многолетней дружбы. Общение с Мендесом также вдохновило композитора позднее обратиться в своей музыке к Первому посланию к Коринфянам (см. «Слова Святого Павла»).
Сочинение было написано в период с конца августа до начала ноября 1962 года. Даллапиккола приступил к работе над «Молитвами» после завершения центральной сцены «Царство киммерийцев» оперы «Улисс», на которой было сосредоточено его внимание в 1960-е годы. «Молитвами» открывается серия работ религиозного содержания для голоса и ансамбля, которые составляют большую часть позднего периода творчества композитора.

## Технические особенности
Технически сочинение стоит особняком по сравнению с более ранними работами. Так, серия, которая полностью не излагается линейно вообще (даже в партии голоса), сконструирована, исходя из гармонических соображений (она способна порождать лишь ограниченное число аккордов); помимо основной серии, используются и две производных от неё.

## Состав
Сочинение написано для баритона и камерного оркестра в составе: флейта (флейта-пикколо), гобой, английский рожок, кларнет-пикколо, кларнет, бас-кларнет, альт-саксофон, фагот, контрафагот, валторна, труба, челеста/фортепиано, вибрафон/ксилоримба, две скрипки, альт, виолончель, контрабас (пятиструнный).

## Первые исполнения
Мировая премьера состоялась в Беркли 10 ноября 1962 года (дирижёр — Герхард Самуэль, баритон — Эдгар Джонс); европейская — в Лондоне, на BBC, 26 ноября 1963 года (дирижёр — Джон Карев, баритон — Джон Ширли-Куирк); итальянская — в Милане, 20 января 1964 года (дирижёр — Этторе Грачис, баритон — Марио Базиола); немецкая — в Кёльне 19 марта 1965 года (дирижёр — Кристоф фон Донаньи, баритон — Дитрих Фишер-Дискау; была сделана запись).
После мировой премьеры в Беркли Даллапиккола внёс ряд существенных изменений в партитуру. Вернувшись из США в Италию, не дожидаясь отправленной по почте партитуры, он приступил к реконструкции сочинения по памяти, добавив партии кларнета-пикколо и английского рожка из тембровых соображений, что послужило поводом к переосмыслению работы в целом и повлёкло её переработку: переписана была партия голоса в начале второй части, ряд фрагментов был транспонирован, местами были изменены метрические обозначения. На европейской премьере, состоявшейся в Лондоне, прозвучала уже скорректированная версия, которая и была затем опубликована. Нужно отметить, что такого рода переписывание текста уже после его исполнения для Даллапикколы было крайне нехарактерным.

## Записи
- 1965 — Dietrich Fischer-Dieskau, Christoph v. Dohnanyi; Köln (концертная запись).
- 1968 — EMI ASD 2388, Barry McDaniel, English Chamber Orch, Frederik Prausnitz.